# تئوری بیگ بنگ (فصل ۷)
هفتمین فصل سریال کمدی موقعیت آمریکایی تئوری بیگ بنگ با پخش دو قسمت پشت سرهم در روز ۲۶ سپتامبر ۲۰۱۳ آغاز شد. 

## بازیگران
- جانی گالکی در نقش دکتر لئونارد هافستادر: فیزیکدانی با ضریب هوشی ۱۷۳ که در ۲۴ سالگی دکترا گرفته‌است. او در یک آپارتمان به همراه دوست و همکارش، شلدون کوپر زندگی می‌کند.
- جیم پارسونز در نقش دکتر شلدون کوپر: فیزیکدانی که اهل تگزاس است و از بچگی نبوغ خود را نشان داده و در ۱۱ سالگی وارد کالج شده‌است. او در ۱۶ سالگی دکترا گرفته و دارای ضریب هوشی ۱۸۷ است. او فردی بسیار خودخواه و مغرور است و توانایی‌های اجتماعی کمی دارد.
- کیلی کوئوکو در نقش پنی: دختر بلوند جوان و جذابی که همسایه شلدون و لئونارد است و لئونارد از همان ابتدا عاشق پنی می‌شود. پنی قصد دارد که بازیگر شود، اما خیلی موفق نیست. برای امرار معاش به عنوان پیش‌خدمت در رستوران چیزکیک فکتوری کار می‌کند.
- سایمون هلبرگ در نقش هاوارد والوویتز: مهندس هوافضا که یهودی است و تا فصل ششم با مادرش زندگی می‌کند. برخلاف شلدون، لئونارد و راج، او دکترا ندارد و به همین خاطر مورد تمسخر دوستانش قرار می‌گیرد به خصوص شلدون. او همواره در دفاع می‌گوید که فوق‌لیسانسش را از ام‌آی‌تی گرفته و در دنیای واقعی علم نقش دارد.
- کونال نایر در نقش دکتر راجش کوتراپالی: اخترشناس اهل دهلی نو که بیشتر دوستانش او را راج صدا می‌زنند. او به همراه شلدون بر روی نظریه استرینگ کار می‌کند. او بسیار خجالتی است و در صورتی که الکل ننوشیده باشد، نمی‌تواند با زن‌ها صحبت کند. البته این مشکل او در انتهای فصل ششم حل می‌شود.
- ملیسا راوش در نقش دکتر برنادت راستنکاوسکی: یک میکروب‌شناس که در ابتدا همکار پنی در رستوران است و توسط پنی به هاوارد معرفی می‌شود. در ابتدا آن‌ها با هم خوب نمی‌سازند، اما در ادامه رابطه آن‌ها بهتر می‌شود و در انتهای فصل ۵ ازدواج می‌کنند.
- ماییم بیالیک در نقش دکتر ایمی فارا فاولر: یک عصب‌شناس که راج و هاوارد او را در اینترنت به عنوان جفت مناسب برای شلدون پیدا می‌کنند. او از خیلی جهات شبیه شلدون است، اما علایق اجتماعی بیشتری نسبت به شلدون دارد. او همچنین با برنادت و پنی یک گروه دوستی تشکیل می‌دهد و در عروسی برنادت، ساقدوش او می‌شود.
- کوین سوزمان در نقش استوارت بلوم: صاحب مغازه کمیک‌بوک فروشی که شلدون، هاوارد، راج و لئونارد اغلب اوقات به آن سر می‌زنند. او بسیار شبیه به آن‌هاست جز این که توانایی اجتماعی بیشتری دارد و در مدرسه طراحی رود آیلند درس خوانده.

## قسمت‌ها
| شماره قسمت در کل | شماره قسمت در فصل | عنوان                    | کارگردان       | نویسنده                                                                                             | زمان پخش اصلی   | کد تولید | بینندگان در آمریکا (میلیون نفر) |
| ---------------- | ----------------- | ------------------------ | -------------- | --------------------------------------------------------------------------------------------------- | --------------- | -------- | ------------------------------- |
| ۱۳۶              | ۱                 | «عدم کفایت هافستادر»     | مارک سندراوسکی | داستان: چاک لوری، استیون مولارو و تارا هرناندز فیلم‌نامه: اریک کپلان، جیم رینولدز و استیو هالند      | ۲۶ سپتامبر ۲۰۱۳ | 4X5301   | ۱۸٫۹۹                           |
| ۱۳۷              | ۲                 | «تأیید فریب»             | مارک سندراوسکی | داستان: چاک لوری، اریک کپلان و جیم رینولدز فیلم‌نامه: استیون مولارو، استیو هالند و ماریا فراری       | ۲۶ سپتامبر ۲۰۱۳ | 4X5302   | ۲۰٫۴۴                           |
| ۱۳۸              | ۳                 | «گرداب روبنده»           | مارک سندراوسکی | داستان: دیو گوتش، اریک کپلان و استیو هالند فیلم‌نامه: استیون مولارو، جیم رینولدز و ماریا فراری       | ۳ اکتبر ۲۰۱۳    | 4X5303   | ۱۸٫۲۲                           |
| ۱۳۹              | ۴                 | «به حداقل رساندن اظهارت» | مارک سندراوسکی | داستان: چاک لوری، جیم رینولدز و تارا هرناندز فیلم‌نامه: استیون مولارو، استیو هالند و ماریا فراری     | ۱۰ اکتبر ۲۰۱۳   | 4X5304   | ۱۷٫۶۴                           |
| ۱۴۰              | ۵                 | «نزدیکی محل کار»         | مارک سندراوسکی | داستان:استیون مولارو، استیو هالند و ماریا فراری فیلم‌نامه:چاک لوری، اریک کپلان و جیم رینولدز         | ۱۷ اکتبر ۲۰۱۳   | 4X5305   | ۱۷٫۸۰                           |
| ۱۴۱              | ۶                 | «رزونانس عشقی»           | مارک سندراوسکی | داستان:اریک کپلان، جیم رینولدز و تارا هرناندز فیلم‌نامه:استیون مولارو، استیو هالند و ماریا فراری     | ۲۴ اکتبر ۲۰۱۳   | 4X5306   | ۱۶٫۹۸                           |
| ۱۴۲              | ۷                 | «جایگزینی پروتون»        | مارک سندراوسکی | داستان: چاک لوری، ماریا فراری و آنتونی دل بروچولو فیلم‌نامه: استیون مولارو، اریک کپلان و جیم رینولدز | ۷ نوامبر ۲۰۱۳   | 4X5307   | ۱۶٫۸۹                           |
| ۱۴۳              | ۸                 | «شبیه‌سازی مغز خارش‌دار»   | مارک سندراوسکی | داستان: استیون مولارو، بیل پریدی و جیم رینولدز فیلم‌نامه: اریک کپلان، استیو هالند و ماریا فراری      | ۱۴ نوامبر ۲۰۱۳  | 4X5308   | ۱۸٫۳۰                           |
| ۱۴۴              | ۹                 | «جدایی روز شکرگزاری»     | مارک سندراوسکی | داستان: اریک کپلان، استیو هالند و جیم رینولدز فیلم‌نامه: استیون مولارو، جیم رینولدز و جرمی هو        | ۲۱ نوامبر ۲۰۱۳  | 4X5309   | ۱۸٫۹۴                           |
| ۱۴۵              | ۱۰                | «کشف اتلاف»              | مارک سندراوسکی | داستان: اریک کپلان، جیم رینولدز و ماریا فراری فیلم‌نامه: استیون مولارو، استیو هالند و آدام فابرمن    | ۵ دسامبر ۲۰۱۳   | 4X5310   | ۱۵٫۶۳                           |
| ۱۴۶              | ۱۱                | «استخراج کوپر»           | مارک سندراوسکی | داستان: استیون مولارو، اریک کپلان و ماریا فراری فیلم‌نامه: جیم رینولدز، استیو هالند و تارا هرناندز   | ۱۲ دسامبر ۲۰۱۳  | 4X5311   | ۱۷٫۶۸                           |
| ۱۴۷              | ۱۲                | «انشعاب درنگ»            | مارک سندراوسکی | داستان: دیو گوتش، جیم رینولدز و تارا هرناندز فیلم‌نامه: استیون مولارو، استیو هالند و ماریا فراری     | ۲ ژانویه ۲۰۱۴   | 4X5312   | ۱۹٫۲۰                           |
| ۱۴۸              | ۱۳                | «کالیبراسیون مجدد شغلی»  | مارک سندراوسکی | داستان: اریک کپلان، ماریا فراری و تارا هرناندز فیلم‌نامه: استیون مولارو، جیم رینولدز و استیو هالند   | ۹ ژانویه ۲۰۱۴   | 4X5313   | ۲۰٫۳۵                           |
| ۱۴۹              | ۱۴                | «معمای پیمان‌نامه»        | مارک سندراوسکی | داستان: اریک کپلان، جیم رینولدز و آدام فبرمن فیلم‌نامه: استیون مولارو، دیو گوتش و استیو هالند        | ۳۰ ژانویه ۲۰۱۴  | 4X5314   | ۱۹٫۰۵                           |
| ۱۵۰              | ۱۵                | «دستکاری لوکوموتیو»      | مارک سندراوسکی | داستان: جیم رینولدز، استیو هالند و تارا هرناندز فیلم‌نامه: استیون مولارو، اریک کپلان و ماریا فراری   | ۶ فوریه ۲۰۱۴    | 4X5315   | ن/م                             |
| ۱۵۱              | ۱۶                | «میز برای ایجاد قطبش»    | اعلان‌نشده      | اعلان‌نشده                                                                                           | ۲۷ فوریه ۲۰۱۴   | 4X5316   | ن/م                             |